# Miss Mundo Roraima
Miss Mundo Roraima é o título dado uma candidata indicada pela prévia autorização da coordenação nacional, já que não há um coordenador regional no Estado. O título é válido para a disputa de Miss Mundo Brasil, único caminho para o certame de Miss Mundo. O Estado de Roraima, obteve um título nacional neste concurso, em 2009 com a mineira Luciana Reis, a melhor colocada do estado de Roraima no miss mundo brasil.

## Representantes
| Ano  | Representante                | Representação | Colocação         | no Miss Mundo          | Ref.   |
| ---- | ---------------------------- | ------------- | ----------------- | ---------------------- | ------ |
| 2014 | Carina Brendler Marques      | Boa Vista     | —                 | —                      | [ 2 ]  |
| 2013 | Soraia Lustoza Leite         | Boa Vista     | —                 | —                      | [ 3 ]  |
| 2010 | Sílvia Bitarães              | Boa Vista     | 18º. Lugar        | —                      | [ 4 ]  |
| 2009 | Luciana Sílvia Reis          | Boa Vista     | MISS BRASIL MUNDO | Semifinalista (Top 16) | [ 5 ]  |
| 2007 | Suellen de Andrade           | Boa Vista     | 21º. Lugar        | —                      | [ 6 ]  |
| 2001 | Anna Carolina de Paula       | Boa Vista     | —                 | —                      | [ 7 ]  |
| 1996 | Tatiana Reis Barbosa         | Boa Vista     | —                 | —                      | [ 8 ]  |
| 1995 | Raquel Paes Sampaio          | Boa Vista     | 2º. Lugar         | —                      | [ 9 ]  |
| 1994 | Cleonice Silveira dos Santos | Boa Vista     | —                 | —                      | [ 10 ] |
| 1993 | Sandra Cristina de Oliveira  | Boa Vista     | —                 | —                      | [ 11 ] |
| 1992 | Gerlane Dias Baccarin        | Boa Vista     | —                 | —                      | [ 12 ] |
| 1991 | Alarissa de Paula Mendes     | Boa Vista     | —                 | —                      | [ 13 ] |
| 1990 | Rosemeire Veríssimo Cabral   | Boa Vista     | —                 | —                      | [ 14 ] |

### Observações
- O Estado de Roraima não enviou representante nas seguintes edições: 1997, 2006, 2008, 2011, 2012, 2015, 2016 e 2017

### Quadro de Prêmios

#### Miss Regional
- Miss Norte: Raquel Paes (1995)

## Outras informações
Informações e curiosidades sobre as candidatas roraimenses:
- Gerlane Baccarin (1992) foi nomeada em 12 de agosto de 2016 como secretária de "Gestão Estratégica e Participativa" do Ministério da Saúde.[15]
- Carina Brendler (2014) hoje designer, possui um ateliê próprio com o seu nome: "Carina Brendler Eco Clothing".[16]

## Ligações Externas
- Site do CNB
- Site do Miss World (em inglês)